# Централна медицинска библиотека
Централната медицинска библиотека (ЦМБ) е обслужващо звено към Медицинския университет – София, с предмет на дейност библиографска и библиотечна, аналитико-синтетична обработка на медицинска информация и предпечатна подготовка на научна медицинска литература. Библиотеката предоставя услуги и ресурси за преподаватели, студенти и служители на Медицински университет – София, както и за външни потребители. 

## История
Създадена е през 1918 г. с откриването на Медицинския факултет към СУ „Св. Климент Охридски“. Първият ѝ щатен библиотекар е Мария Абрамович. Тя започва работата си с малък по обем библиотечен фонд, набран от частни дарения, който с времето нараства и към 1944 г. съставлява над 60 000 тома. След отделянето на ВМИ – София като самостоятелно висше училище, библиотеката прераства в самостоятелна университетска библиотека. С министерско постановление №167 през 1957 г. е организирана като отделно структурно звено, наречено Централна библиотека по медицина. Създадени са нейни филиални библиотеки към двата факултета – Стоматологичен и Фармацевтичен, както и към клиниките и катедрите. Бързото нарастване на библиотечните фондове е причина библиотеката да бъде неколкократно премествана: през 1950, 1952 и 1975 г.
През 1968 г. е определена за депозитна библиотека по медицина. През 1970 г. с министерско постановление №2 е призната за Централна отраслова библиотека по медицина, а през 1973 г. е определена за база на Националната система за научна медицинска информация. Сградата, в която е разположена, е предоставена на ЦМБ с акт №7962 за държавна собственост на недвижим имот от 17 април 1978 г.
Към ЦМБ е създадена и се актуализира собствена служебна библиографска база данни „Българска медицинска литература“ (БМЛ). В нея се реферират статии от българските научни медицински списания.
Понастоящем, ЦМБ е обслужващо звено в Медицински университет – София. Предлага специализирана научна литература в направленията медицина, дентална медицина, фармация, здравни грижи и обществено здраве. Те са достъпни както за преподаватели и студенти от университета, така и за всички останали специалисти, учени и изследователи в страната и чужбина. Печатният фонд се състои от над 300 000 български и чуждестранни книги, учебници, списания, дисертации, както и 3D анатомични модели. В подкрепа на научната и образователна дейност на университета, библиотеката абонира и предлага достъп до хиляди онлайн списания и книги. Наличността на всички материали може да бъде проверена и онлайн чрез библиотечните каталози.
Принос за развитието и оптимизирането на библиотечно-информационните дейности през годините има целият екип от квалифицирани библиотекари, библиографи и информационни специалисти, както и нейните директори Вера Кюлюмова, Надежда Къдрева, д-р Виктория Пенчева, д-р Петър Дабчев, д-р Лидия Тачева и Людмила Томова.

## Услуги и ресурси
Библиотечно-информационни услуги
Библиотеката притежава фонд от над 300 000 тома български и чуждестранни печатни книги, учебници, списания, дисертации, както и 3D анатомични модели в направленията медицина, дентална медицина, фармация, здравни грижи и обществено здраве. Наличността им може да се провери в електронния каталог на сайта на университета. По-голямата част от тези материали се ползват на място, а някои учебници и помагала са налични за вземане. Налични за четене и сваляне са също голямо количество онлайн списания и книги, чрез международни и собствени бази данни. Достъпът до онлайн ресурсите е чрез интернет мрежата в университета или отдалечен достъп (валидно само за потребители от МУ-София). 
Читални, зали и достъп
В сградата на библиотеката са обособени различни читателски зони, с общо около 150 потребителски места:
- Читалня 1 (тиха зона за самостоятелно четене);
- Читалня 2 и заемна служба;
- Компютърна зала;
- Зала „Creative space“ (за групови дейности);
- Зала за събития и групова работа (с предварителна онлайн резервация).

Във всички помещения е налична бърза WiFi интернет връзка. Могат да се внасят собствена литература, лаптопи и мобилни устройства (с изключен звук).
Заемане за дома
Студентите и преподавателите от МУ-София могат да вземат за дома книги, означени в електронния каталог със статус „налична за заемане“. Всички списания, 3D анатомични модели, справочници, дисертации и едноекземплярни книги се ползват само на място в библиотеката.
Справочна дейност
Сектор „Комплексно инфомрационно осигуряване“ предлага информационни и наукометрични справки, чрез международни бази данни и чрез собствени източници. 
Издателска дейност
Отдел „Научна медицинска информация“ подготвя и издава научните списания на Медицински университет – София. Те представляват многопрофилни и тясноспециализирани медицински списания, познати на няколко поколения български лекари, които са индексирани в редица международни бази данни като Scopus, CABI – Global Health database, EMBASE, EBSCO и др. Отделът разполага със специалисти в областта на езиковата редакция, форматиране и графичен дизайн, които извършват предпечатната подготовка на списанията на няколко български медицински дружества, както и по поръчка от автори на техните научни трудове като монографии, учебници, дисертации и др.
Сградата на библиотеката за достъп от потребители, както и сградата на отдел „Научна медицинска информация“ са разположени в комплекса на Университетска болница „Александровска“, находяща се на ул. „Свети Георги Софийски“ №1 в гр. София.
Дарения
ЦМБ приема с благодарност и грижа всички дарения, които са в полза на потребителите, включително:
- научна медицинска литература, която отговаря на профила на библиотеката и е актуална и ценна по съдържание.
- финансови или материални дарения, включително оборудване, техника и софтуер за подобряване състоянието на читателските помещения и на услугите.